# Alessandro La Volpe
Alessandro La Volpe (Lucera, 27 febbraio 1820 – Roma, 2 agosto 1887) è stato un pittore italiano, esponente della Scuola di Posillipo.

## Biografia
Figlio di Nicola, pittore, Alessandro La Volpe è stato un allievo di Gabriele Smargiassi e di Salvatore Fergola all'Accademia di belle arti di Napoli ed è diventato un esponente di rilievo della seconda generazione della scuola di Posillipo. Dipinse, con grande cura per i particolari, ampi paesaggi: il golfo di Napoli visto da Posillipo, vedute della costiera amalfitana, di Ischia Capri Nisida Paestum e Pompei, paesaggi collinari e piccoli porti con barche di pescatori. Si fece particolarmente influenzare dalla "maniera rosea" di Gabriele Smargiassi e di Filippo Palizzi.
Esordì all'esposizione Borbonica del 1848, con Templi di Paestum e Grotta di Bone. Partecipò a mostre annuali della Promotrice di belle arti di Napoli, esponendo nel 1863 Bagno, un Paesaggio e Castello di Staggia; nel 1864 Tempio di Humbos nell'alto Egitto e Marina di Paestum; nel 1866 Panorama di Pompei, tela premiata con medaglia d'oro e poi esposta a Parigi nel 1867.

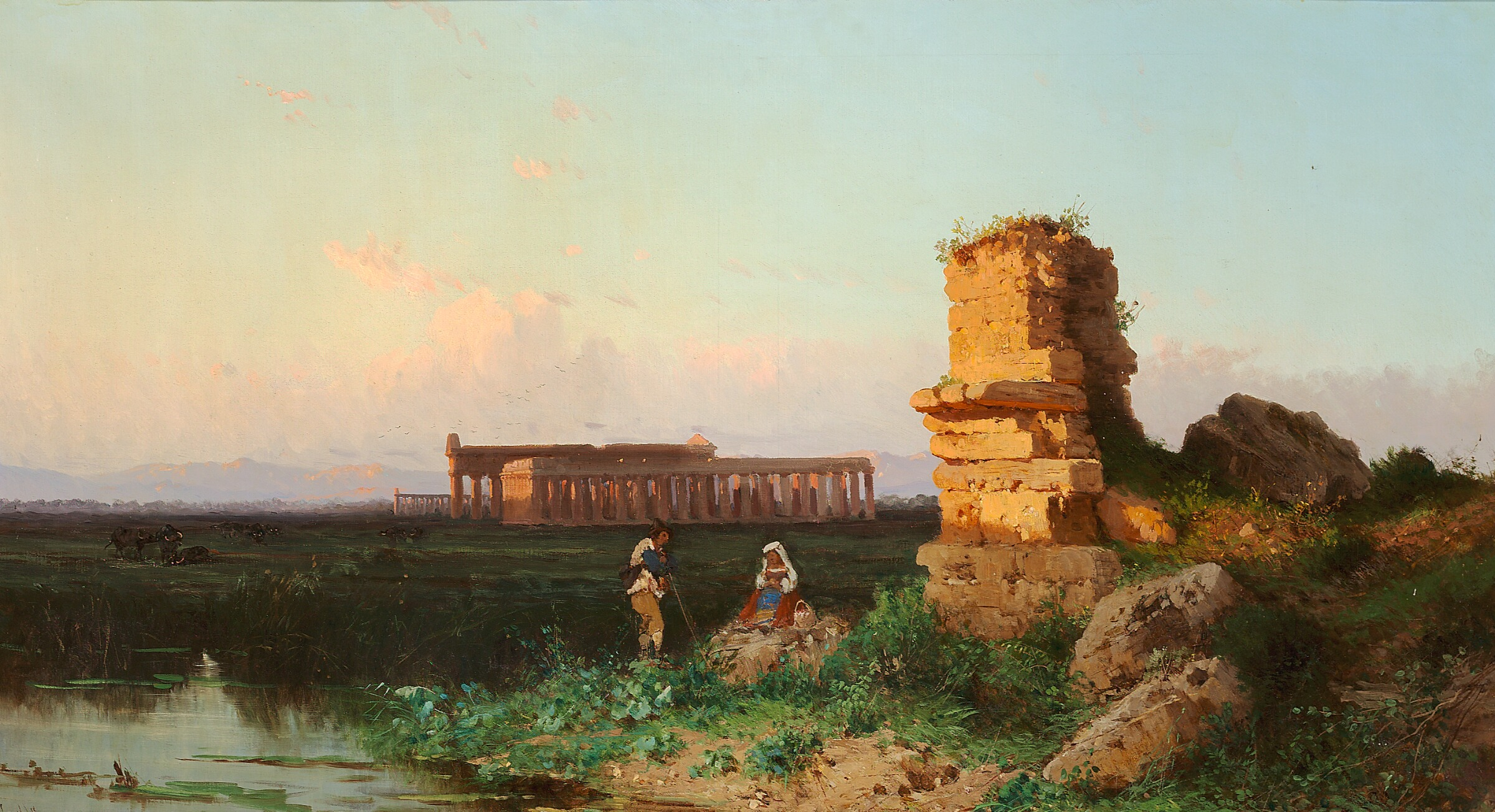
Paestum

Fu eletto nel 1870 professore onorario dell'Accademia di belle arti di Napoli. Si trasferì poi a Roma e aprì uno studio in via Margutta. Nel 1880 espose Napoli da Frisio alla LI mostra della Società degli amatori e cultori di Roma.

### Viaggi
Nel 1851 fu al seguito del duca Massimiliano di Leuchtenberg in Sicilia e in Egitto. Dalla spedizione tornò con studi ripresi en plein air, in cui dimostrò di saper cogliere gli effetti della luce.
Nel 1854, a Firenze, incontrò Serafino De Tivoli che lo introdusse nel gruppo di pittori della Scuola di Staggia, che aveva preso il nome dalla località dove essi si incontravano, per dipingere dal vivo, all'aperto.

### Opere in musei
- Una roccia: Roma, Galleria nazionale d'arte moderna e contemporanea, Roma
- Ruderi del teatro greco di Taormina, 1864, Museo nazionale di Capodimonte, Napoli
- Veduta del bosco di Persano con zattera sul fiume Sele, Palazzo reale, Napoli
- Marechiaro o Marina di Posillipo, 201x106 cm., Galleria dell'Accademia di belle arti, Napoli[4]
- Rovine a Pompei e Casa d'Atteone a Pompei, Musée des beaux-arts, Mulhouse
- Porta Taormina e Castello di Ischia, Pinacoteca civica Vincenzo Bindi, Giulianova
- Acquarelli, Museo di San Martino - raccolta Ferrara Dentice, Napoli.
- Veduta di Pompei, Museo dell'Ottocento, Pescara
- Scene di pesca nel Golfo di Napoli, Museo dell'Ottocento, Pescara